# University of Chittagong
Die University of Chittagong (auch Chittagong University genannt; Bengalisch: চট্টগ্রাম বিশ্ববিদ্যালয়) ist eine staatliche Universität in Chittagong, der zweitgrößten Stadt Bangladeschs. Sie wurde 1966 gegründet.

## Geschichte

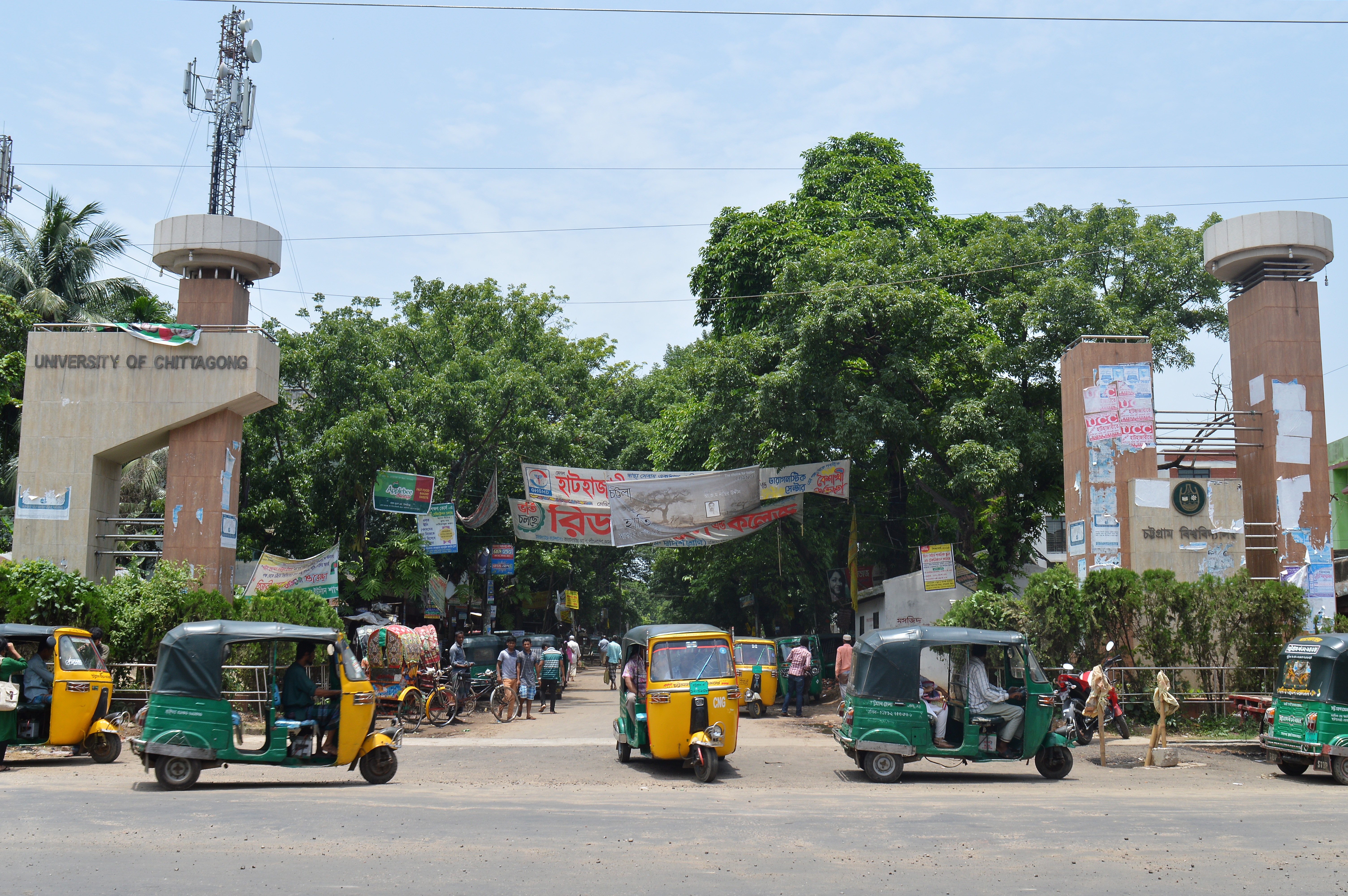
Eingang der Universität

Die Regierung des damaligen Pakistan, dessen Ost-Teil Bangladesch bis 1971 bildete, fasste in den 1960er Jahren den Entschluss, in Chittagong eine weitere Universität zu gründen. Die Universität nahm im Jahr 1966 ihren Lehrbetrieb auf. Das akademische Programm begann am 18. November 1966 mit anfänglich 200 Studenten in den Fächern Bengalische Sprache, Englisch, Geschichte und Wirtschaft. Später kamen Colleges für Medizin, Ingenieurwissenschaften, Rechtswissenschaften und Erziehungswissenschaften hinzu und die Universität wurde sukzessive zur Volluniversität ausgebaut.
Die eigentliche Entwicklung fand erst nach der Unabhängigkeit Bangladeschs nach 1971 statt.

## Fakultäten und Institute

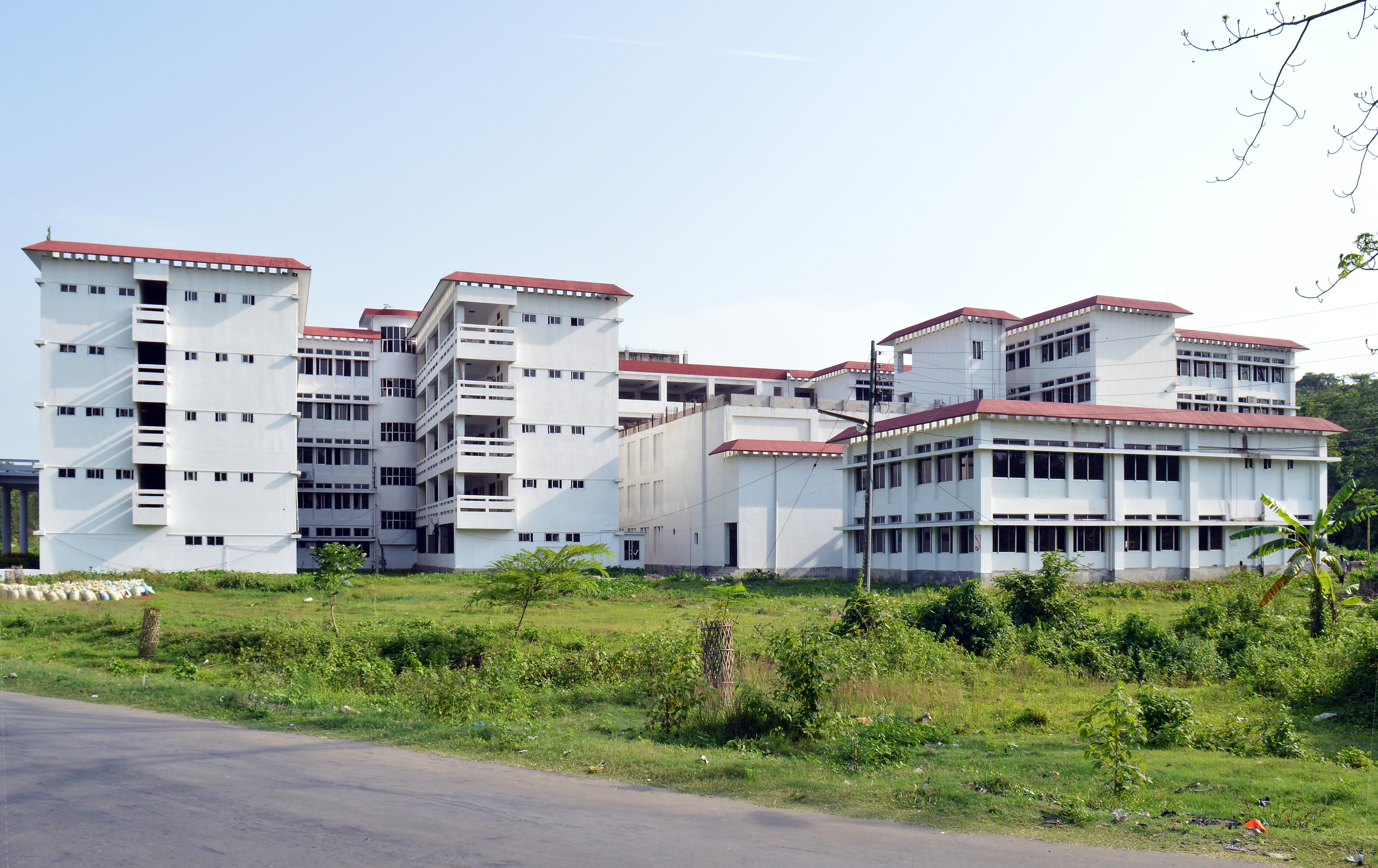
Neue Gebäude der Fakultät für Biowissenschaft (Faculty of Biological Science)

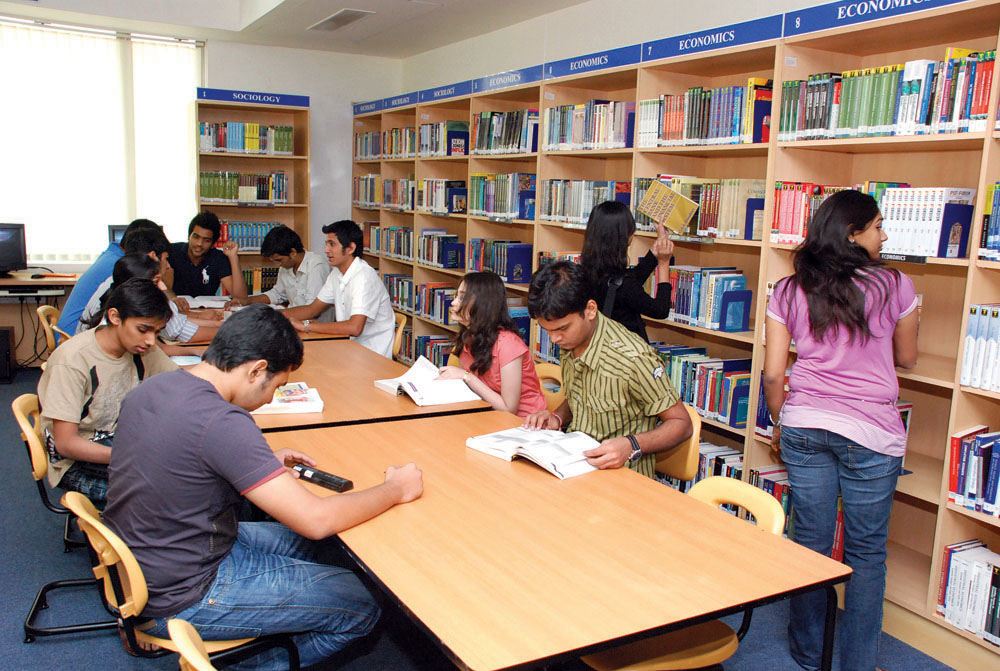
In der Bibliothek

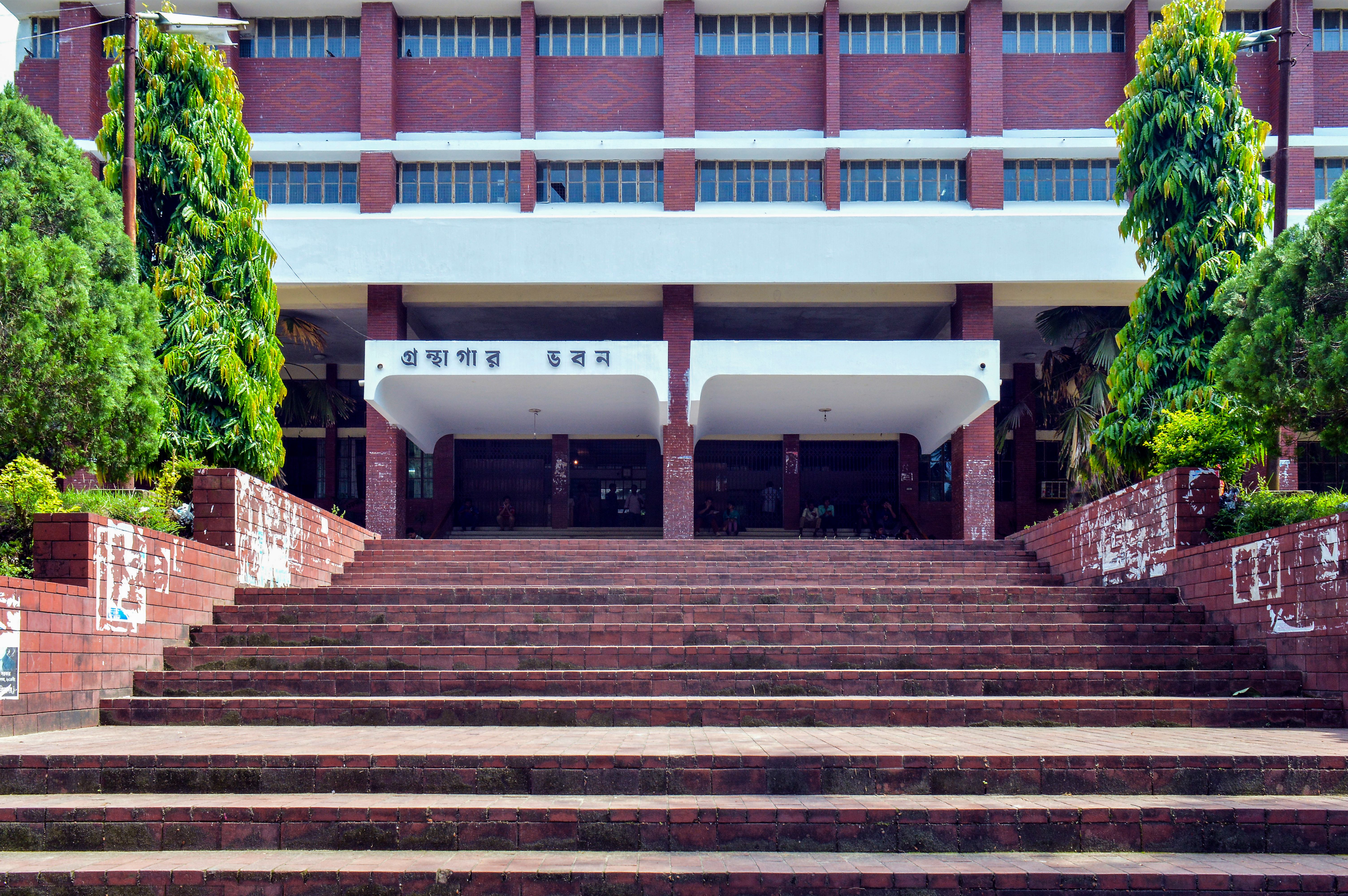
Universitätsbibliothek

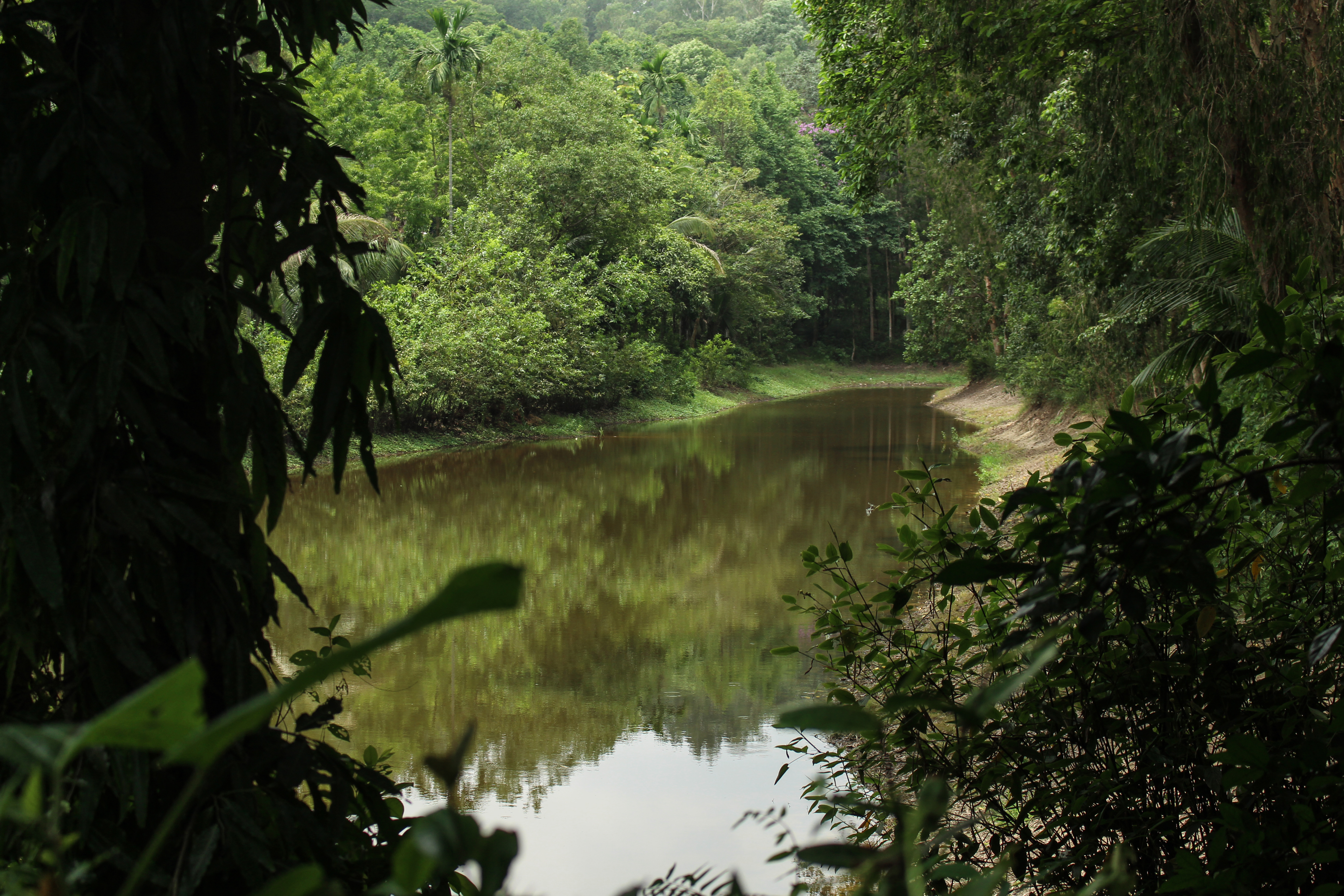
Grünanlagen um die Universität

Die Universität besteht aus den folgenden 7 Fakultäten:
- Naturwissenschaften (Science)
- Künste und Geisteswissenschaften (Arts and Humanities)
- Medizin (Faculty of Medicine)
- Biowissenschaft (Biological Science)
- Betriebswirtschaft (Business Administration)
- Rechtswissenschaften (Law)
- Ingenieurwissenschaften (Engineering)

Weiterhin bestehen 47 Abteilungen (Departments):
| Abteilung | Fakultätsmitglieder | angesiedelt in der Fakultät für  |
| --- | ------------------- | -------------------------------- |
| Arabisch (Arabic)                                                                                                 | 14                  | Künste und Geisteswissenschaften |
| Bengalisch (Bangla)                                                                                               | 18                  | Künste und Geisteswissenschaften |
| Drama (Drama) | 4                   | Künste und Geisteswissenschaften |
| Englisch (English)                                                                                                | 18                  | Künste und Geisteswissenschaften |
| Persische Sprache und Literatur (Farsi Language and Literature)                                                   | 1                   | Künste und Geisteswissenschaften |
| Geschichte (History)                                                                                              | 19                  | Künste und Geisteswissenschaften |
| Islamische Geschichte und Kultur (Islamic History and Culture)                                                    | 17                  | Künste und Geisteswissenschaften |
| Islamstudien (Islamic Studies)                                                                                    | 12                  | Künste und Geisteswissenschaften |
| Musik | 1                   | Künste und Geisteswissenschaften |
| Pali (orientalische Sprache)                                                                                      | 5                   | Künste und Geisteswissenschaften |
| Philosophie (Philosophy)                                                                                          | 18                  | Künste und Geisteswissenschaften |
| Sanskrit (orientalische Sprache)                                                                                  | 4                   | Künste und Geisteswissenschaften |
| Biochemie und Molekularbiologie (Biochemistry and Molecular Biology)                                              | 22                  | Biowissenschaft                  |
| Botanik (Botanics)                                                                                                | 20                  | Biowissenschaft                  |
| Gentechnik und Biotechnologie (Genetic Engineering and Biotechnology)                                             | 13                  | Biowissenschaft                  |
| Geographie und Umweltstudien (Geography and Environmental Studies)                                                | 15                  | Biowissenschaft                  |
| Marketing | 1                   | Biowissenschaft                  |
| Mikrobiologie (Microbiology)                                                                                      | 16                  | Biowissenschaft                  |
| Pharmazie (Pharmacy)                                                                                              | 3                   | Biowissenschaft                  |
| Psychologie (Psychology)                                                                                          | 11                  | Biowissenschaft                  |
| Bodenwissenschaften (Soil Science)                                                                                | 19                  | Biowissenschaft                  |
| Zoologie (Zoology)                                                                                                | 20                  | Biowissenschaft                  |
| Rechnungswesen (Accounting)                                                                                       | 27                  | Betriebswirtschaft               |
| Bank- und Versicherungswesen (Banking and Insurance)                                                              | 1                   | Betriebswirtschaft               |
| Finanzwirtschaft (Finance)                                                                                        | 21                  | Betriebswirtschaft               |
| Management von Humanressourcen (Human Resource Management)                                                        | 2                   | Betriebswirtschaft               |
| Management | 27                  | Betriebswirtschaft               |
| Marketing | 30                  | Betriebswirtschaft               |
| Angewandte Physik, Elektronik und Nachrichtentechnik (Applied Physics, Electronics and Communication Engineering) | 19                  | Ingenieurwissenschaft            |
| Computerwissenschaft und Ingenieurwissenschaft (Computer Science and Engineering)                                 | 21                  | Ingenieurwissenschaft            |
| Rechtswissenschaft (Law)                                                                                          | 14                  | Rechtswissenschaft               |
| Angewandte und Umwelt-Chemie (Applied and Environmental Chemistry)                                                | 9                   | Naturwissenschaft                |
| Chemie (Chemistry)                                                                                                | 31                  | Naturwissenschaft                |
| Mathematik (Mathematics)                                                                                          | 25                  | Naturwissenschaft                |
| Physik (Physics)                                                                                                  | 33                  | Naturwissenschaft                |
| Statistik (Statistics)                                                                                            | 28                  | Naturwissenschaft                |
| Anthropologie (Anthropology)                                                                                      | 10                  | Sozialwissenschaft               |
| Zentrum für Asienstudien (Center for Asian Studies)                                                               | 1                   | Sozialwissenschaft               |
| Kommunikation und Journalistik (Communication and Journalism)                                                     | 17                  | Sozialwissenschaft               |
| Wirtschaft (Economics)                                                                                            | 28                  | Sozialwissenschaft               |
| Internationale Beziehungen (International Relations)                                                              | 7                   | Sozialwissenschaft               |
| Politische Wissenschaft (Political Science)                                                                       | 25                  | Sozialwissenschaft               |
| Öffentliche Verwaltung (Public Administration)                                                                    | 20                  | Sozialwissenschaft               |
| Soziologie (Sociology)                                                                                            | 22                  | Sozialwissenschaft               |

### Monumente und Denkmäler

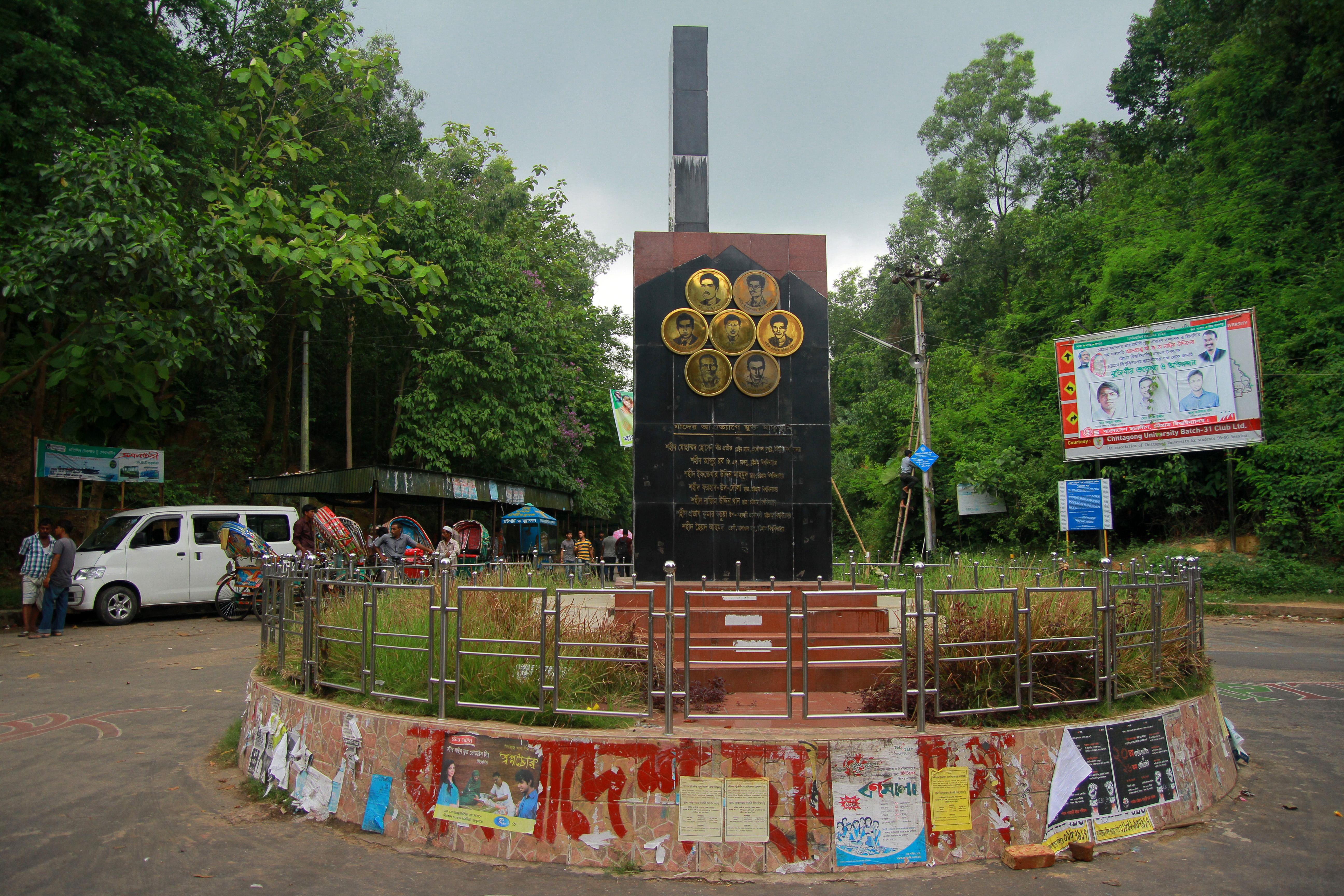
Swaran
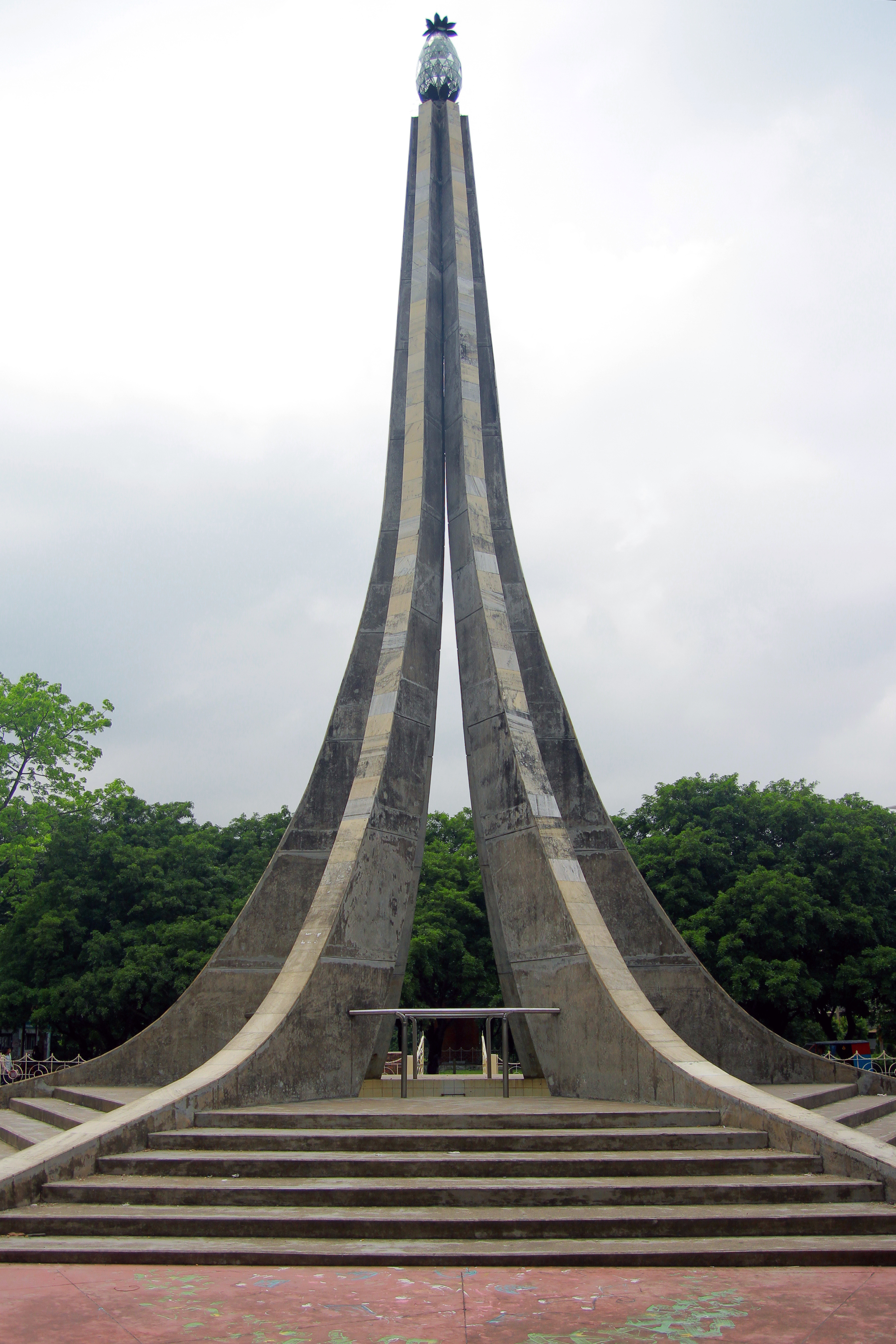
Zentrales Märtyrermonument der Universität
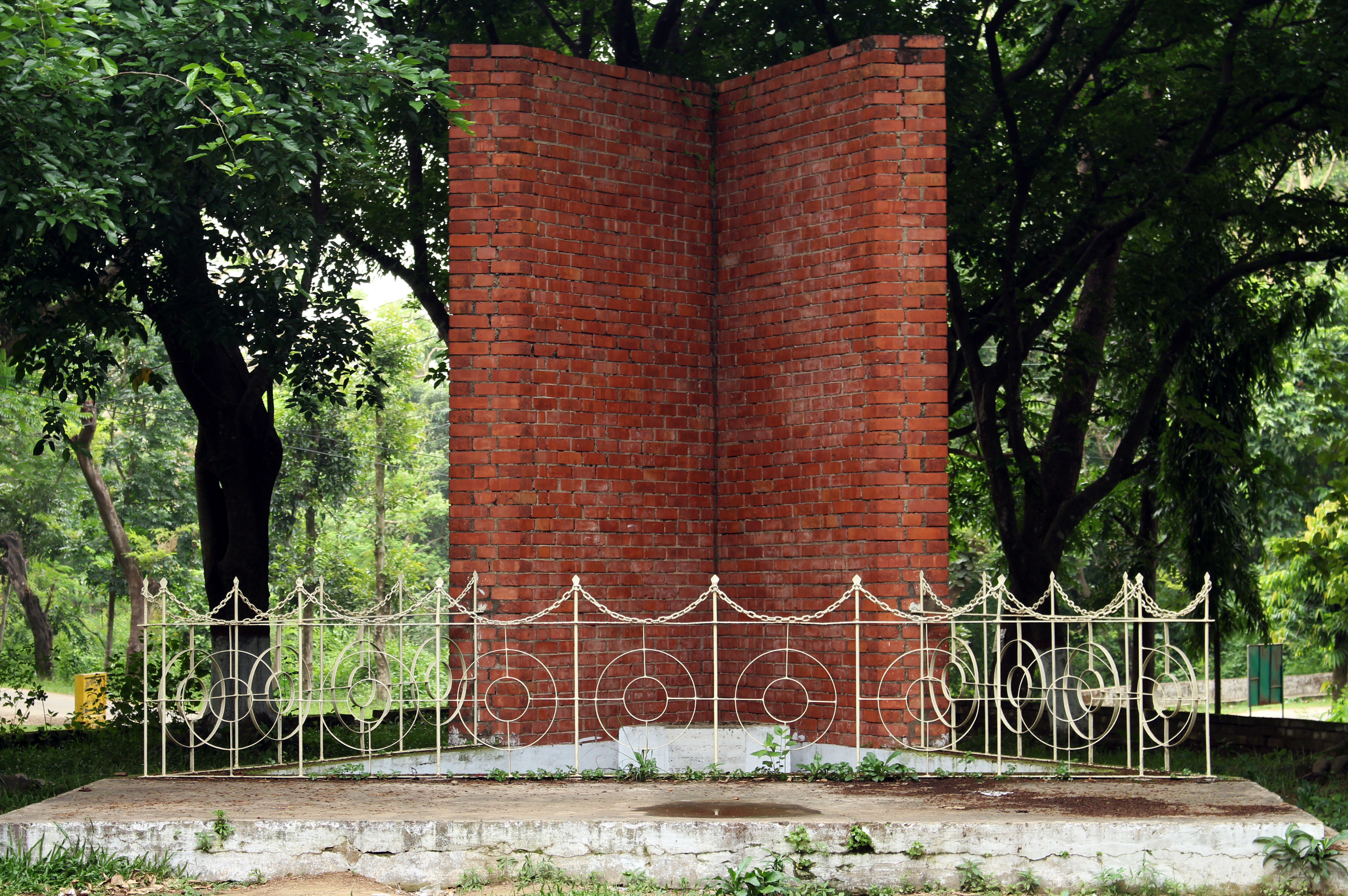
Gedenkstätte für die ermordeten Intellektuellen
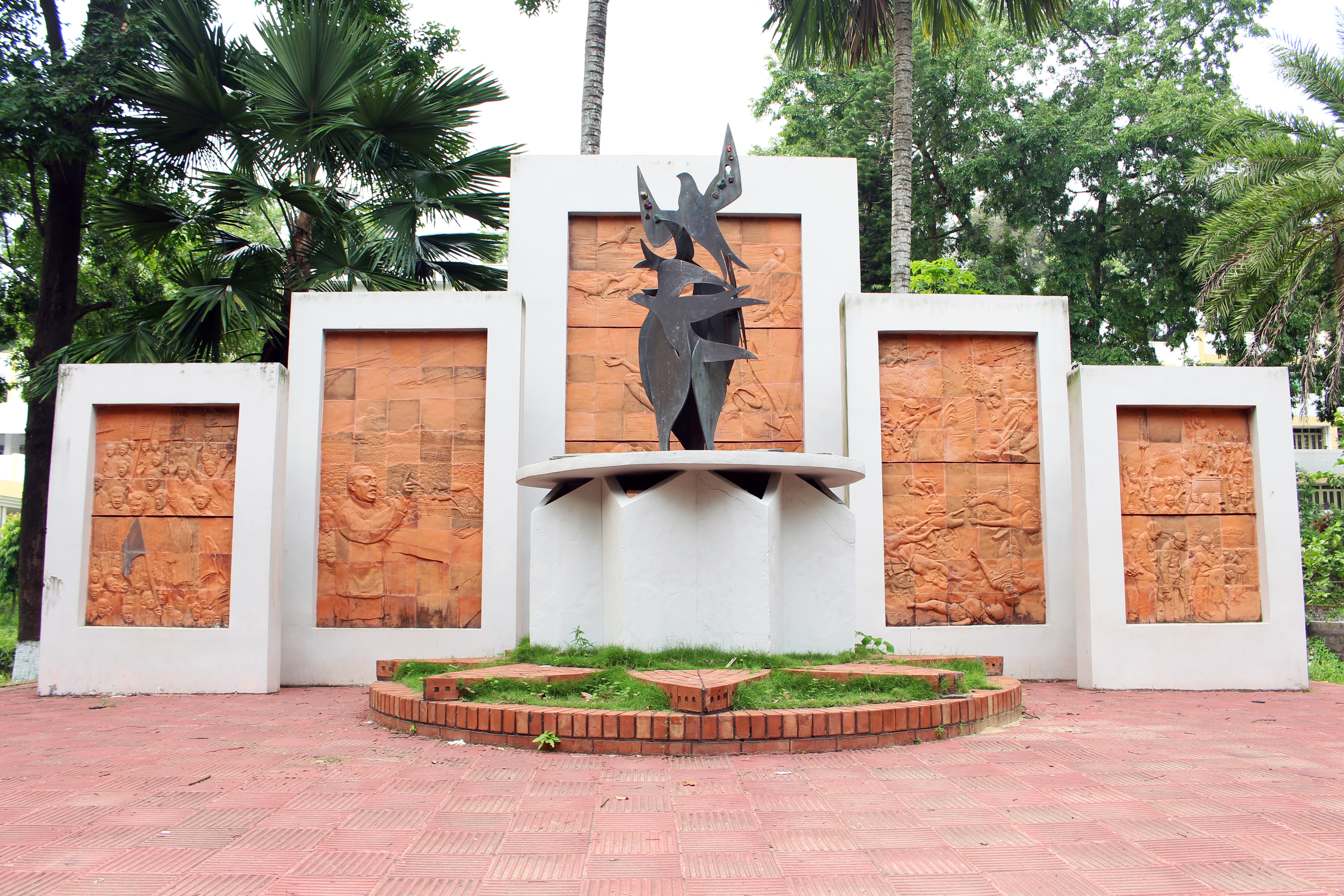
Gedenkmauer für den Unabhängigkeitskrieg

## Persönlichkeiten
- Muhammad Yunus (* 1940), Nobelpreisträger und zeitweilig Fakultätsmitglied